# Mister Universo Brasil 2014
Mister Universo Brasil 2014 foi a terceira edição do tradicional concurso masculino de Mister Universo Brasil, que se realizou no dia vinte e um de abril no Recife, em Pernambuco. Foi a terceira edição, porém é a segunda que escolhe o representante nacional no concurso internacional de Men Universe Model. Todos os estados brasileiros com seus respectivos candidatos marcaram presença no evento. A filha do cantor Dominguinhos, Liv Moraes animou o concurso que teve transmissão exclusiva pelo Portal R7.

## Resultados
| Posição                 | Estado e Candidato |
| Mister Universo Brasil  | - Rio Grande do Norte - Bruno Mooneyhan |
| 2º. Lugar               | - Distrito Federal - Bruno Rocha |
| 3º. Lugar               | - Rio Grande do Sul - Daniel Gross |
| 4º. Lugar               | - Roraima - Juliano Oliveira |
| 5º. Lugar               | - Espírito Santo - Felipe Beuchior |
| (TOP 10) Semifinalistas | - Amazonas - Bruno Mendes - Mato Grosso - Victor Santos - Paraná - Bruno Pascuetto - Pernambuco - Henrique Freitas - Tocantins - Maurício Tertuliano |
| (TOP 15) Semifinalistas | - Acre - Francisco Carlos - Amapá - Murillo Villela - Minas Gerais - Jhonatha Silva - Paraíba - Agani Nascimento - Piauí - Victor Bruno Alves        |

Prêmios Especiais
- O candidato eleito pelo voto popular tem o direito de estar entre os semifinalistas da competição.

| Prêmio              | Estado e Candidato              |
| Mister Simpatia     | - Rondônia - Alex Landra        |
| Melhor Traje Típico | - Minas Gerais - Jhonatha Silva |
| Mister Popularidade | - Mato Grosso - Victor Santos   |

## Candidatos
Todos os candidatos que disputarão o certame nacional: 
| - Acre - Francisco Carlos - Alagoas - Gerverson Martins - Amapá - Murillo Villela - Amazonas - Bruno Mendes - Bahia - Washington Lopes - Ceará - Magno Luiz - Distrito Federal - Bruno Rocha - Espírito Santo - Felipe Beuchior - Goiás - Caíque Vinicius - Maranhão - Lucas Sansin - Mato Grosso - Victor Hugo Santos - Mato Grosso do Sul - Luiz Gustavo Gaspar - Minas Gerais - Jhonatha Silva - Pará - Carlos Alberto Amorim | - Paraíba - Agani Nascimento - Paraná - Bruno Pascuetto - Pernambuco - Henrique Freitas - Piauí - Victor Bruno Alves - Rio de Janeiro - Samuel Vieira - Rio Grande do Norte - Bruno Mooneyhan - Rio Grande do Sul - Daniel Gross - Rondônia - Alex Landra - Roraima - Juliano Oliveira - Santa Catarina - Carlos Dias - São Paulo - Murilo Cavazzana - Sergipe - Adiel Júnior - Tocantins - Maurício Tertuliano |

Troca
- Rildo Moulin, que iria representar o estado do Espírito Santo, desistiu. Em seu lugar ficou Felipe Beuchior.
- Adiel Júnior, sergipano que iria representar o Estado do Pará, acabou desistindo de última hora e representará seu Estado de nascimento.

## Jurados
Abaixo estão os jurados escolhidos pela organização que estiveram presentes na noite final da competição:
- Cristina Alves, Miss Brasil Internacional 2013;
- Denis Valente, cirurgião plástico;
- Fernando Machado, cronista;
- Gabriela Markus, Miss Brasil 2012;
- Gabriella Rocha, Miss Brasil Internacional 2011;
- Guadalupe Mendonça, viúva do cantor Dominguinhos;
- João Uilton Saraiva, cirurgião plástico;
- Kelly Amorim, ex-participante do programa Hipertensão;
- Luiz Felipe Vieira, procurador da república;
- Oscar Magrini, ator;
- Rafaela Zanella, Miss Brasil 2006.
- Rodrigo Lima, ex-participante do Big Brother Brasil.

## Crossovers

### Estaduais
Mister Fashion Sergipe
- 2012:  Acre - Francisco Carlos (Vencedor) [4]

Mister Fashion Teen Sergipe
- 2012:  Sergipe - Adiel Júnior (Vencedor)

### Nacionais
Mister Fashion Brasil
- 2012:  Acre - Francisco Carlos

Mister Fashion Teen Brasil
- 2012:  Sergipe - Adiel Júnior (Vencedor)  [5]
  - (Representando o estado de Sergipe)

### Internacionais
Best Model of the Universe
- 2013:  Sergipe - Adiel Júnior (Vencedor) [6]
  - (Representando o Brasil)

## Ver Também
- Mister Universo Brasil 2013